# Glauco Servadei
Glauco Servadei (Forlì, 27 juli 1913 - Forlì, 27 december 1968) was een Italiaans wielrenner.

## Belangrijkste overwinningen
1931
- Ronde van Emilië

1937
- 15e etappe Ronde van Italië
- 18e etappe Ronde van Italië

1938
- 6e etappe deel B Ronde van Frankrijk
- 20e etappe deel A Ronde van Frankrijk

1939
- 9e etappe deel A Ronde van Italië

1940
- 6e etappe Ronde van Italië
- 14e etappe Ronde van Italië
- 18e etappe Ronde van Italië

1942
- Coppa Bernocchi
- Milaan-Mantua

1943
- Eindklassement Giro della provincia Milano (1)

## Resultaten in voornaamste wedstrijden
| Jaar | Ronde van Italië | Ronde van Frankrijk | Ronde van Spanje |
| ---- | ---------------- | ------------------- | ---------------- |
| 1936 |                  |                     |                  |
| 1937 | 14e (2)          | opgave              |                  |
| 1938 |                  | 20e (2)             |                  |
| 1939 | 13e (1)          |                     |                  |
| 1940 | 22e (3)          |                     |                  |
| 1941 |                  |                     |                  |
| 1942 |                  |                     |                  |
| 1943 |                  |                     |                  |
| 1946 | opgave           |                     |                  |
| 1947 | 23e              |                     |                  |
| 1949 | 48e              |                     |                  |

| Jaar | Milaan-San Remo | Ronde van Lombardije |
| ---- | --------------- | -------------------- |
| 1936 |                 | 13e                  |
| 1937 |                 |                      |
| 1938 | 12e             |                      |
| 1939 | 10e             |                      |
| 1940 | 10e             | 12e                  |
| 1941 | 16e             | 19e                  |
| 1942 | 13e             | 5e                   |
| 1943 | ↑               |                      |
| 1946 | 18e             |                      |
| 1947 |                 |                      |
| 1949 |                 |                      |